# Sórákok
A sórákok (Artemia) a levéllábú rákok (Branchiopoda) osztályának csupasz levéllábú rákok (Anostraca) rendjébe, ezen belül a sórákfélék (Artemiidae) családjába tartozó egyetlen nem.

## Tudnivalók
A világ számos részén megtalálhatóak, főleg az olyan sós tavakban, ahol a sókoncentráció magas, az algaképződés fokozott, a ragadozók pedig kis számban vannak jelen vagy hiányoznak. A mai fajok egy földközi-tengeri fajból fejlődtek ki, amely körülbelül 5,5 millió évvel élt ezelőtt. A Genti Egyetemhez tartozó Laboratory of Aquaculture & Artemia Reference Center ezidáig 1700 állományból gyűjtött mintát. Az ízeltlábúak ősi vonásait hordozzák magukon; mint például testük 19 szelvényből áll, ezekből 11  levéllábbal rendelkezik; ezek után két szelvény az ivarszerveket hordozza, míg a többiek a farkot képezik. A hímek 8-10 milliméteresek, a nőstények 10-12 milliméteresek, mindkét nem pedig 4 milliméter széles. A hímek második csáppárja nagyobb, mint a nőstényeké, és ezekkel tartják maguk mellett a nőstényeket. A vadonban algákkal táplálkoznak, viszont a fogságban élesztővel, búzaliszttel, szójaporral és tojássárgájával is lehet táplálni. A nőstények majdnem minden 142 óra után tojni akarnak; hímek hiányában szűznemzés is történhet.
Ezeket a rákfajokat igen nagy számban tenyésztik a haltenyészetek számára; világszerte évente körülbelül 2000 tonnát értékesítenek belőlük. Modellszervezetként számos kísérletet végeztek rajtuk; még az űrbe is kivitték néhányszor.

## Rendszerezés
A nembe az alábbi 7 faj tartozik:
- Artemia franciscana Kellog, 1906
- Artemia monica Verrill, 1869
- Artemia persimilis Piccinelli & Prosdocimi, 1968
- sórák (Artemia salina) (Linnaeus, 1758)
- Artemia sinica Cai, 1989
- Artemia tibetiana Abatzopoulos, Zhang & Sorgeloos, 1998
- Artemia urmiana Günther, 1899

A fenti elfogadott fajok mellett, még van 10 nomen nudum is:
- Artemia americana Barrigozzi, 1974
- Artemia bivalens Artom, 1912
- Artemia cagliartiana Samter & Heymons, 1902
- Artemia elegans in Seale, 1933
- Artemia jelskii Grube, 1874
- Artemia micropirencia Artom, 1921
- Artemia odessensis Barrigozzi, 1980
- Artemia sessuata Artom, 1906
- Artemia univalens Artom, 1912
- Artemia westraliensis Sayce, 1903

Az 5 alábbi taxon név meglehet, hogy nem ebbe a nembe tartozik, nomen dubiumként szerepel:
- Artemia asiatica Walter, 1887
- Artemia australis Sayce, 1903
- Artemia eulimene Leach, 1819
- Artemia gracilis Verrill, 1869 (meglehet, hogy az A. francisana Kellogg, 1906 szinonimája)
- Artemia köppeniana Fischer, 1851

## Képek

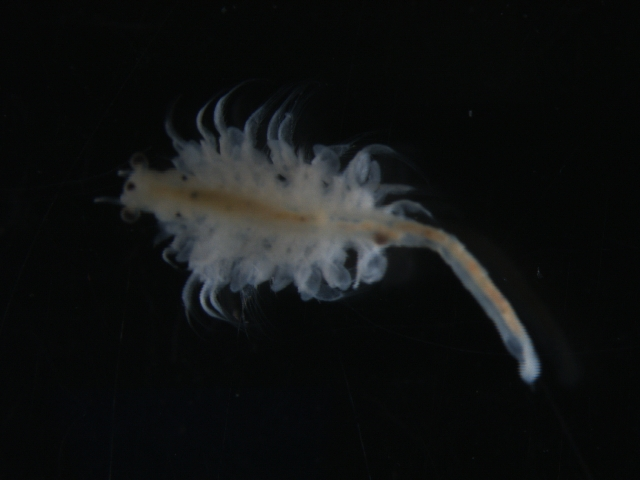
Artemia franciscana
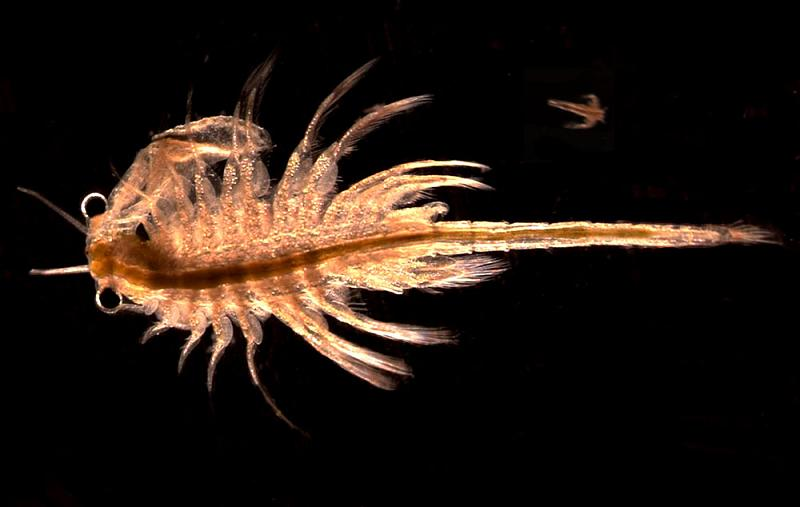
Artemia monica
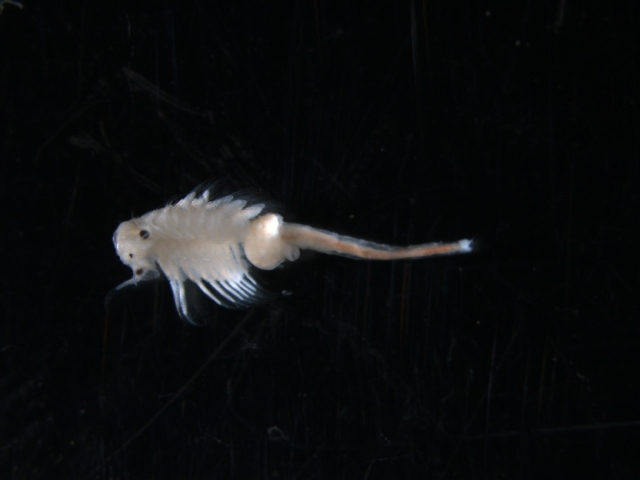
Artemia persimilis

## Fordítás
- Ez a szócikk részben vagy egészben  a   Brine shrimp című angol Wikipédia-szócikk ezen változatának fordításán alapul.  Az eredeti cikk szerkesztőit annak laptörténete sorolja fel. Ez a jelzés csupán a megfogalmazás eredetét és a szerzői jogokat jelzi, nem szolgál a cikkben szereplő információk forrásmegjelöléseként.